# Trith-Saint-Léger
Trith-Saint-Léger é uma comuna francesa na região administrativa de Altos da França, no departamento do Norte. Estende-se por uma área de 6.87 km². Em 2010 a comuna tinha 6 278 habitantes (densidade: 913,8 hab./km²).